# Fundación Cajastur
La Fundación Cajastur es una fundación bancaria española con sede en Oviedo. Es la entidad resultante de la transformación, en 2014, de la Caja de Ahorros de Asturias, una caja de ahorros cuyo nombre comercial era "Cajastur", la cual había traspasado, junto a Caja de Extremadura y Caja Cantabria, su actividad financiera a Liberbank en 2011. Su actividad consiste en el mantenimiento y difusión del patrimonio y la obra social y cultural heredada de la caja de ahorros.
El 23 de julio de 2014, la Asamblea General aprobó la transformación de la entidad en una fundación bancaria, de acuerdo con lo previsto en la Ley de Cajas de Ahorros y Fundaciones Bancarias.
La fundación poseía parte del accionariado de Liberbank (a 31 de diciembre de 2020, un 15,861%). Tras la fusión por absorción de Liberbank por Unicaja Banco en 2021, los accionistas de Liberbank (entre ellos, Fundación Cajastur) pasaron a convertirse en accionistas de Unicaja Banco. El 30 de julio de 2021, fecha de dicha absorción, la fundación pasó a poseer un 6,560% de dicho banco. A 31 de diciembre de 2024, la fundación poseía un 6,89% de Unicaja Banco.

## Historia

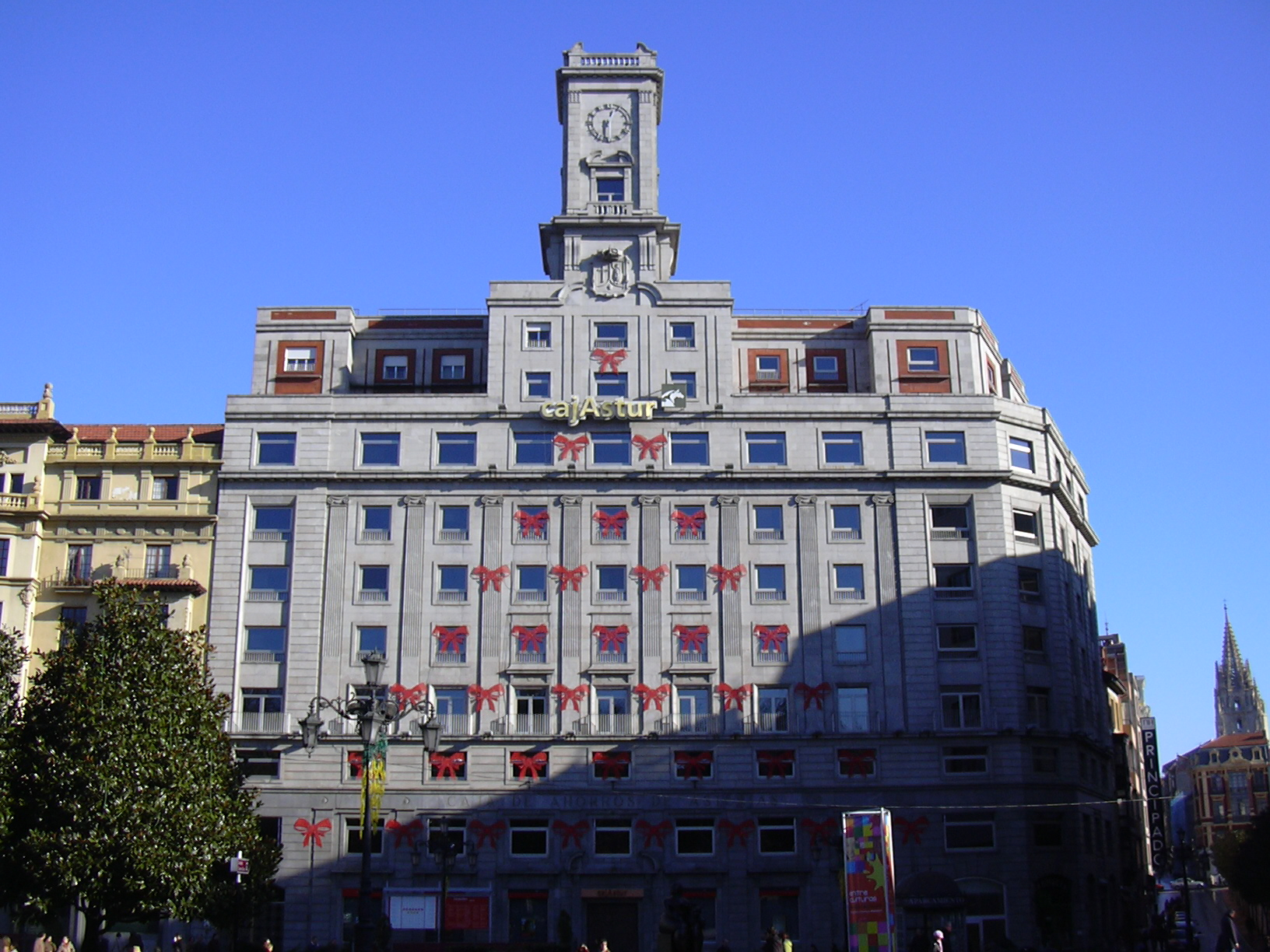
Antigua sede de Cajastur en Oviedo.

Los orígenes de la entidad se remontan a 1880 con la creación, el 20 de diciembre de ese año del Monte de Piedad y Caja de Ahorros de Oviedo. El 1 de junio de 1929 se funda la Caja de Ahorros Municipal de Gijón, que en 1939 crea un Monte de Piedad y pasa a denominarse Caja de Ahorros y Monte de Piedad Municipal de Gijón. Finalmente el 17 de junio de 1946 estas dos entidades se fusionan creando la Caja de Ahorros de Asturias.
El 3 de noviembre de 2009, el Banco de España autorizó la "integración parcial" en Cajastur de Caja Castilla-La Mancha (CCM), intervenida desde marzo por el supervisor. La unión de ambas entidades no se realizaría mediante una fusión. Cajastur había buscado una solución alternativa para hacerse con el negocio bancario de CCM de forma indirecta. Banco Liberta, una entidad inactiva de la caja asturiana que contaba con ficha bancaria, absorbió los activos y pasivos bancarios de CCM. Esta entidad tendría su sede en Cuenca y sería una filial de Cajastur, que tendría el 75% del capital de esta entidad. A cambio, la entidad asturiana entregaría a una Fundación, que se tenía que crear en Castilla-La Mancha, el 25% de Liberta. El nuevo banco mantendría en sus oficinas el nombre comercial de CCM.
El 24 de mayo de 2010, Cajastur llegó a un acuerdo con Caja Mediterráneo (CAM), con Caja de Extremadura y con Caja Cantabria, para la creación de un Sistema Institucional de Protección (SIP), conocido en el sector como fusión fría.
Debido a ese acuerdo, Cajastur debía integrar al menos el 40% de su negocio en la entidad resultante, aunque mantendría su marca. La sociedad conjunta debía mantenerse al menos durante 10 años y Cajastur debía integrar en ella todas sus oficinas fuera del Principado de Asturias.
Cajastur iba a tener, junto con Caja Mediterráneo (CAM), el mayor peso de la institución con un 40%, cada una. Mientras, Caja de Extremadura tendría un 11% y Caja Cantabria, un 9%.
El 21 de septiembre de 2010, Cajastur se hizo con el control definitivo del negocio financiero de Caja Castilla-La Mancha (CCM) con la elevación a escritura pública y presentación al Registro Mercantil de los acuerdos y contratos de segregación de activos de la entidad castellano manchega e incorporación de todo su negocio financiero (oficinas, marca, clientes, depósitos, créditos y otros productos financieros) al Banco Liberta, filial de Cajastur. Esta entidad, que meses atrás había trasladado su sede de Oviedo a Cuenca, elevó ese mismo día a rango público este cambio de domicilio y también la sustitución de su razón social de manera que Banco Liberta, S.A. pasó a regir a todos los efectos como Banco de Castilla-La Mancha, S.A.
El 22 de septiembre de 2010, la Asamblea General de Cajastur aprobó su integración en un Sistema Institucional de Protección (SIP) con Caja Mediterráneo (CAM), Caja de Extremadura y Caja Cantabria, alianza que suponía la creación de la quinta entidad financiera española y la tercera agrupación de cajas. La integración suponía la constitución de una entidad de crédito central cabecera del grupo y el compromiso mutuo de solvencia entre los integrantes del mismo. El nuevo SIP quedó constituido a finales de diciembre de 2010 con el nombre provisional de Banco Base. Sin embargo, este proyecto fracasó y las mismas cajas excepto Caja Mediterráneo (CAM) se embarcaron en un nuevo proyecto de SIP llamado Effibank.
El 30 de marzo de 2011, las asambleas de Cajastur, Caja de Extremadura y Caja Cantabria votaron en contra de la integración debido a que la situación de Caja Mediterráneo (CAM) era peor de lo que se pensaba. Días después, las otras tres cajas decidieron continuar con el proyecto, ahora liderado por Cajastur. Ésta tendría el 66%, la extremeña el 20% y la cántabra el 14%. Manuel Menéndez, presidente de Cajastur, asumiría la presidencia ejecutiva del conglomerado.

### Liberbank
El 23 de mayo de 2011, se constituyó Effibank, como banco del SIP de Cajastur, Caja de Extremadura y Caja Cantabria. Desde el 19 de julio de 2011, el banco opera con la marca Liberbank. Posteriormente, la razón social de Effibank (Effibank, S.A.) también fue reemplazada y pasó a ser Liberbank, S.A.
El SIP creado por Cajastur, Caja de Extremadura y Caja Cantabria, se desarrolló a través de la vía de la gestión indirecta del negocio bancario, establecida en la LORCA, de tal forma que cada entidad, mantuvo su personalidad jurídica y su Obra Social. El SIP segregó su negocio como conjunto y lo transfirió al banco a cambio de una participación accionarial en el mismo. El SIP se constituyó participado en un 66% por Cajastur, un 20% por Caja de Extremadura y un 14% por Caja Cantabria. Se acordó que el Consejo de Administración del nuevo banco estaría formado por 11 miembros, de los que 9, incluido el presidente Ejecutivo, serían dominicales y 2 serían independientes.
Tras la creación del SIP, se mantuvo la marca comercial "Cajastur".

### Transformación en fundación
El 23 de julio de 2014, la Asamblea General aprobó la transformación de la entidad en una fundación bancaria, de acuerdo con lo previsto en la Ley de Cajas de Ahorros y Fundaciones Bancarias.
En abril de 2015, se anunció que el grupo Liberbank operaría en toda España únicamente con la marca Liberbank y para ello se iniciaría un proceso de remodelado de la imagen y señalética de las distintas oficinas.
El 30 de junio de 2016, Manuel Menéndez renunció al cargo al frente de la fundación en cumplimiento de la Ley de Cajas de Ahorros y Fundaciones Bancarias, que establecía la incompatibilidad del desempeño de cargos simultáneos en los patronatos de las fundaciones bancarias y en los consejos de administración de los bancos a los que las antiguas cajas transfirieron sus negocios financieros. Fue sustituido por César Menéndez Claverol.
Como Cajastur, la entidad llevó a cabo numerosos proyectos sociales, especialmente vinculados a la vivienda y cultura. Cajastur tenía centros culturales en Gijón, Oviedo, Sama, y centros de pensionista en Oviedo, Gijón, Avilés, Mieres y La Felguera. Con el cambio a Liberbank, la fundación sólo conservó el centro cultural del Palacio de Revillagigedo-Colegiata de San Juan, en el Puerto Deportivo de Gijón.